# Камсток (Минесота)
Камсток (енгл. Comstock) град је у америчкој савезној држави Минесота.

## Демографија
По попису из 2010. године број становника је 93, што је 30 (-24,4%) становника мање него 2000. године.
| Група             | 2000.       | 2010.       |
| Белци             | 117 (95,1%) | 93 (100,0%) |
| Афроамериканци    | 0 (0,0%)    | 0 (0,0%)    |
| Азијати           | 2 (1,6%)    | 0 (0,0%)    |
| Хиспаноамериканци | 2 (1,6%)    | 0 (0,0%)    |
| Укупно            | 123         | 93          |